# 李本道
李本道（1421年—？），字正倫，湖廣長沙府善化縣人，軍籍。明朝政治人物。進士出身。

## 生平
湖廣鄉試第三十九名。正統十三年（1448年）戊辰科會試第一百十名，殿試登進士第三甲第十五名。

## 家族
曾祖李庭英。祖父李得清，曾任雲南臨安衛經歷。父亲李義。